# Мануель Поджиалі
Мануель Поджиалі (італ. Manuel Poggiali; нар. 14 лютого 1983, Борго-Маджоре) — колишній мотогонщик з Сан-Марино, учасник чемпіонату світу з шосейно-кільцевих мотоперегонів MotoGP. В сезоні 2001 року здобув титул чемпіона світу серії MotoGP у класі 125сс, а у 2003 — в класі 250сс. Протягом кар'єри у нього були проблеми з мотивацією і настроєм, що врешті-решт призвело до того, що він завершив виступи у віці 25 років. У всіх сезонах, яких виступав окрім 2002 року, їздив під номером 54.

## Кар'єра
Поджиалі почав виступи в мотогонках в класі Minibikes в 1994-у, а в 1998-у вперше виступив в серії Гран-Прі. У тому ж році він виграв чемпіонат Італії з мотоперегонів у класі 125cc.
З 1999-го він виступав у Гран-Прі в класі 125cc на постійній основі на мотоциклі Gilera. Вперше завоював місце на подіумі в Ассені в 2000-му, а в 2001-му став чемпіоном світу. У сезоні 2002, залишившись в класі 125cc, він став другим, поступившись лише Арно Вінсену, причому у перших восьми гонках чемпіонату сім разів потрапляв на подіум.
У 2003-му Поджиалі перейшов у клас 250cc, і відразу ж став чемпіоном світу. До нього це вдавалося лише двом мотогонщикам — Фредді Спенсеру і Тетсуї Хараді. В 2004-му він посів дев'яте місце, лише тричі піднявшись на подіум. В 2005-му він повернувся в клас 125cc, але не домігся там успіху, жодного разу не піднявшись на подіум. В 2006-му він знову перейшов в клас 250cc і виступав там за команду KTM, але його контракт не був продовжений на 2007 рік. Хоча у Поджиалі були пропозиції від інших команд, він вирішив зробити перерву у виступах, сподіваючись отримати кращі пропозиції на 2008 рік. У цьому сезоні він почав виступи за Campetella Racing, але, розчарувавшись у результатах, в середині сезону оголосив про завершення своїх виступів у мотогонках.
Мануель Поджиалі також провів кілька матчів за футбольний клуб із Сан-Марино, «Пеннаросса».

## Статистика виступів

### У розрізі сезонів
| Сезон  | Клас   | Команда               | Мотоцикл | Гонки | Пер | Под | ПП | НК | Очки | Місце |
| ------ | ------ | --------------------- | -------- | ----- | --- | --- | -- | -- | ---- | ----- |
| 1999   | 125cc  | Antinucci Racing Team | Aprilia  | 15    | 0   | 0   | 0  | 0  | 46   | 17    |
| 2000   | 125cc  | Derbi Racing          | Derbi    | 13    | 0   | 1   | 0  | 0  | 53   | 16    |
| 2001   | 125cc  | Gilera Racing Team    | Gilera   | 16    | 3   | 11  | 2  | 0  | 241  | 1     |
| 2002   | 125cc  | Gilera Racing         | Gilera   | 16    | 4   | 10  | 6  | 1  | 254  | 2     |
| 2003   | 250cc  | MS Aprilia Team       | Aprilia  | 16    | 4   | 10  | 3  | 6  | 249  | 1     |
| 2004   | 250cc  | MS Aprilia Team       | Aprilia  | 14    | 1   | 3   | 0  | 0  | 95   | 9     |
| 2005   | 125cc  | Metis Racing Team     | Gilera   | 16    | 0   | 0   | 0  | 0  | 107  | 10    |
| 2006   | 250cc  | Red Bull KTM GP 250   | KTM      | 16    | 0   | 0   | 0  | 0  | 50   | 14    |
| 2008   | 250cc  | Campetella Racing     | Gilera   | 9     | 0   | 0   | 0  | 0  | 16   | 19    |
| Всього | Всього | Всього                | Всього   | 131   | 12  | 35  | 10 | 7  | 1111 |       |